# (18661) Zoccoli
(18661) Zoccoli (1998 FT34) – planetoida z grupy pasa głównego asteroid okrążająca Słońce w ciągu 3,93 lat w średniej odległości 2,49 j.a. Odkryta 20 marca 1998 roku.